# 安东尼·沙朗松
安东尼·沙朗松（法語：Anthony Chalençon，1990年8月13日—），法国男子高山滑雪、冬季两项、越野滑雪运动员。他曾代表法国参加2010年、2018年和2022年冬季残疾人奥林匹克运动会，获得一枚金牌、一枚银牌和一枚铜牌。